# Университет Хуареса-Линкольна

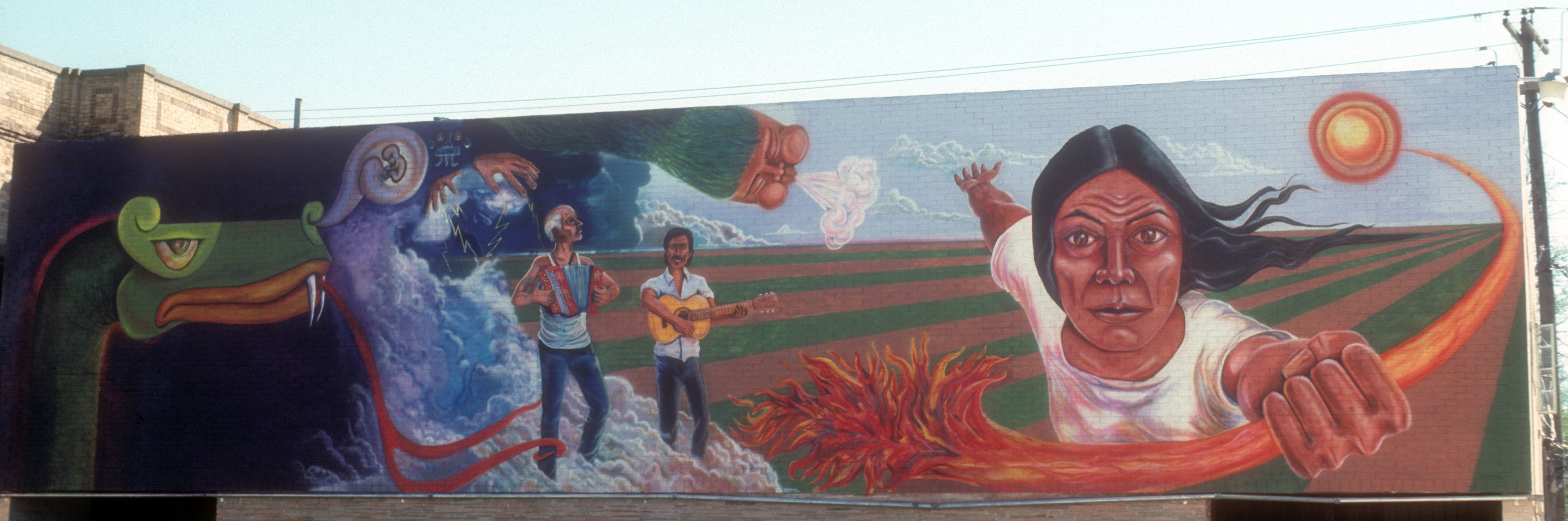
Мурал на здании университета Хуареса-Линкольна на 1-й Ист-стрит, Остин (штат Техас). Фреска и здание были снесены в 1983 году.

Университет Хуареса-Линкольна, до 1975 года — Центр Хуареса-Линкольна (англ. Juarez–Lincoln University) — мексикано-американское высшее учебное заведение в Остине (штат Техас, США), был основан в 1971 году. Он представлял собой одну из нескольких альтернативных образовательных моделей, возникших после конференции Мексиканско-американской молодежной организации (MAYO) 1969 года в Миссионе (штат Техас). Конференция MAYO была организована студенческими и общественными лидерами в ответ на забастовки по всему штату, в ходе которых испаноязычные учащиеся средних школ протестовали против школьной политики и учебных программ, недостаточного количества мексикано-американцев на факультетах и отсутствия мексикано-американских исследований. Вскоре после конференции в Мерседесе был основан колледж Хасинто Тревиньо.
В 1971 году доктор Леонард Местас и Андре Герреро, которые были связаны с колледжем Хасинто Тревиньо, покинули его из-за внутренних разногласий и основали Центр Хуареса-Линкольна в Форт-Уэрте (штат Техас), как часть сети учебных центров Антиохии. Центр получил национальную и региональную аккредитацию с момента своего основания в 1971 году. Центр был назван в честь Бенито Хуареса и Авраама Линкольна в попытке отразить культурный параллелизм. Учебный центр был основан с использованием альтернативного подхода «университет без стен». Философия этого подхода заключалась в ассимиляции в сообществе; культурно-ориентированное образование включало историю, язык и искусство чикано. Учебные программы Центра Хуареса-Линкольна подчёркивали двуязычную и двукультурную среду, в которой жили и работали студенты, и поощряли их вкладывать свои навыки в местное сообщество. Студенты, поступившие на программу M.Ed., представляли «практикум», или описание работы, которую им предстояло выполнить, и не обязаны были посещать занятия, но периодически отчитывались перед консультантом факультета. По завершении курса обучения студенты представляли устную диссертацию объединённому комитету, состоящему из преподавателей и представителей общественности. Плата за обучение была низкой, чтобы привлечь студентов, которые не могли позволить себе государственные школы, а гранты и стипендии предоставлялись через университет Антиохии. Центр Хуареса-Линкольна предлагал дипломы бакалавра, магистра и магистра педагогики под эгидой Антиохского педагогического колледжа в Огайо.
В течение первого года Центр Хуареса-Линкольна работал в небольшом офисе в Форт-Уэрте. Студенты первоначальной группы, ушедшие из колледжа Хасинто Тревиньо, получили степени магистра в сфере образования в новом центре. В 1972 году Центр Хуареса-Линкольна переехал в Остине, штат Техас. Первоначально офис Центра Хуареса-Линкольна располагался в университете Святого Эдуарда. Университет Святого Эдуарда был известен своим высоким уровнем профессорско-преподавательского состава и четырёхлетней программой получения высшего образования в области бизнеса.
В 1975 году, после добавления к программе бакалавриата программы магистратуры по педагогике, Центр Хуареса-Линкольна изменил название на университет Хуареса-Линкольна. В том же 1975 году, когда число студентов университета увеличилось почти до 200 человек, он переехал в собственный кампус по адресу 715 1я Ист-стрит. В университете было три программы: магистерская образовательная программа в рамках Антиохийской высшей педагогической школы; программа бакалавриата совместно с Антиохийским колледжем. Обучение занимало не менее 15 месяцев, а степени присваивались по следующим направлениям: специальное образование; двуязычное образование; начальное, среднее и образование для взрослых; руководство и консультирование; администрирование; контроль и разработка учебных программ.
Университет Хуарес-Линкольн сохранил свою принадлежность к сети учебных центров Антиохии, которая сотрудничала с UREHE, Союзом исследований и экспериментов в высшем образовании. Учреждения-члены UREHE были в авангарде изменений в учебных программах и образовательных моделях в высших учебных заведениях США. Среди этих изменений было признание того, что взрослые члены общества могут вернуться в колледж и получить зачёт на уровне колледжа за эквивалентный опыт работы. Другие варианты традиционной модели обучения включали в себя включение контролируемого независимого обучения и исследований, а также обучение на основе компетенций. Университет Хуареса-Линкольна также был создателем и спонсором Информационного центра по образованию мигрантов и поддерживал другие проекты, такие как группа по развитию лидерства чикано и Лига объединённых художников чикано (LUCHA), которые проводили художественные выставки в Центре.
Художник Рауль Вальдес нарисовал фреску «Los Elementos» на северном фасаде здания университета, используя мексиканскую и тольтекскую символику для изображения коренного рабочего-фермера и Кецалькоатля. Вальдес в то время был студентом художественного факультета Техасского университета, и в интервью для Центра истории Остина, он рассказывает, что получил за фреску неудовлетворительную оценку.
В 1979 году, после того, как университет Антиохии прекратил свою поддержку, университет Хуарес-Линкольн был закрыт. В то время в университете Хуареса-Линкольна обучалось несколько сотен студентов. Здание университета Хуареса-Линкольна продолжало использоваться местными группами активистов, включая Лигу объединённых художников-чикано и «Женщины-художницы Юго-Запада». Здание с фреской Рауля Вальдеса стало символом для жителей Восточного Остина. Когда в 1980 году застройщики объявили, что здание будет снесено для строительства офисного здания, группы жителей района обратились в суд, надеясь превратить здание в районный центр. После судебных разбирательств здание университета было снесено в 1983 году. В настоящее время на этом месте находится ресторан сети IHOP.